# مجلس الوزراء الكويتي الثاني والأربعون
مجلس الوزراء الكويتي هو الهيئة التنفيذية العليا في دولة الكويت. وقد تم تعيين الحكومة الثانية والأربعين في تاريخ الكويت في 16 أكتوبر 2022. في 5 أكتوبر 2022، كلّف الأمير صاحب السمو الشيخ نواف الأحمد الجابر الصباح، سمو الشيخ أحمد النواف الأحمد الصباح رئيسًا للوزراء بتشكيل مجلس الوزراء الكويتي. ولكن، وبسبب ردود الفعل القوية من النواب والمواطنين حول عودة بعض الوزراء المتكررة، قدم رئيس الوزراء، في 6 أكتوبر 2022، خطاب استقالة الحكومة إلى ولي العهد بعد يوم واحد من تشكيلها، مما جعلها أقصر حكومة عمراً في تاريخ الكويت.
أطلق رئيس الوزراء مشاورات مع أعضاء مجلس الأمة الكويتي تهدف إلى تعزيز التوافق حول تشكيل الحكومة الجديدة. وقد وصف بعض النواب هذه الخطوة بأنها عمل بطولي، وأنها تُظهر أن رئيس الوزراء "رجل دولة وحليف الشعب".
في 16 أكتوبر 2022، أي بعد 16 يومًا من تشكيل الحكومة الحادية والأربعين، تم الإعلان عن الحكومة الثانية والأربعين للعامة.
في 23 يناير 2023، قدمت الحكومة كتاب استقالتها إلى ولي العهد، وقد تم قبولها في 26 يناير 2023. وستستمر الحكومة في أداء مهامها كحكومة تصريف أعمال حتى تشكيل الحكومة الجديدة.

## الوزراء
| الوزير                                | المنصب                                                                         | الصورة | الموقع الإلكتروني                                                                  | المدة                          |
| ------------------------------------- | ------------------------------------------------------------------------------ | ------ | ---------------------------------------------------------------------------------- | ------------------------------ |
| أحمد النواف الأحمد الصباح             | رئيس مجلس الوزراء                                                              |        | www.pm.gov.kw                                                                      | 16 أكتوبر 2022 – 26 يناير 2023 |
| طلال الخالد الأحمد الصباح             | النائب الأول لرئيس مجلس الوزراء ووزير الداخلية                                 |        | www.moi.gov.kw                                                                     | 16 أكتوبر 2022 – 26 يناير 2023 |
| براك الشيتان                          | نائب رئيس مجلس الوزراء ووزير الدولة لشؤون مجلس الوزراء                         |        | www.cmgs.gov.kw/                                                                   | 16 أكتوبر 2022 – 26 يناير 2023 |
| بدر الملا                             | نائب رئيس مجلس الوزراء ووزير النفط                                             |        | www.moo.gov.kw                                                                     | 16 أكتوبر 2022 – 26 يناير 2023 |
| عبد الرحمن بداح المطيري               | وزير الإعلام والثقافة ووزير الدولة لشؤون الشباب                                |        | www.media.gov.kw www.youth.gov.kw نسخة محفوظة 5 ديسمبر 2022 على موقع واي باك مشين. | 16 أكتوبر 2022 – 26 يناير 2023 |
| عبد الوهاب الرشيد                     | وزير المالية ووزير الدولة للشؤون الاقتصادية والاستثمار                         |        | www.mof.gov.kw                                                                     | 16 أكتوبر 2022 – 26 يناير 2023 |
| أحمد عبد الوهاب العوضي                | وزير الصحة                                                                     |        | www.moh.gov.kw نسخة محفوظة 9 April 2019 على موقع واي باك مشين.                     | 16 أكتوبر 2022 – 26 يناير 2023 |
| أماني بوقماز                          | وزيرة الأشغال العامة ووزيرة الكهرباء والماء والطاقة المتجددة                   |        | www.mpw.gov.kw نسخة محفوظة 26 October 2020 على موقع واي باك مشين. www.mew.gov.kw   | 16 أكتوبر 2022 – 26 يناير 2023 |
| حمد العدواني                          | وزير التربية ووزير التعليم العالي والبحث العلمي                                |        | www.moe.edu.kwwww.mohe.edu.kw                                                      | 16 أكتوبر 2022 – 26 يناير 2023 |
| سالم عبد الله الجابر الصباح           | وزير الخارجية                                                                  |        | www.mofa.gov.kw                                                                    | 16 أكتوبر 2022 – 26 يناير 2023 |
| عبد العزيز الماجد                     | وزير العدل ووزير الأوقاف والشؤون الإسلامية ووزير الدولة لتعزيز النزاهة         |        | www.moj.gov.kw www.awqaf.gov.kw www.nazaha.gov.kw                                  | 16 أكتوبر 2022 – 26 يناير 2023 |
| عبد العزيز المعجل                     | وزير الدولة لشؤون البلدية                                                      |        | www.baladia.gov.kw                                                                 | 16 أكتوبر 2022 – 26 يناير 2023 |
| عبد الله علي العبد الله السالم الصباح | وزير الدفاع                                                                    |        | www.mod.gov.kw نسخة محفوظة 4 December 2022 على موقع واي باك مشين.                  | 16 أكتوبر 2022 – 26 يناير 2023 |
| عمار العجمي                           | وزير الدولة لشؤون مجلس الأمة ووزير الدولة لشؤون الإسكان والتطوير العمراني      |        | www.mona.gov.kw www.pahw.gov.kw                                                    | 16 أكتوبر 2022 – 26 يناير 2023 |
| مازن الناهض                           | وزير التجارة والصناعة ووزير الدولة لشؤون الاتصالات وتكنولوجيا المعلومات        |        | www.moci.gov.kw www.cait.gov.kw                                                    | 16 أكتوبر 2022 – 26 يناير 2023 |
| مي البغلي                             | وزيرة الشؤون الاجتماعية والتنمية المجتمعية ووزيرة الدولة لشؤون المرأة والطفولة |        | www.mosa.gov.kw                                                                    | 16 أكتوبر 2022 – 26 يناير 2023 |